# ゼーベルク天文台

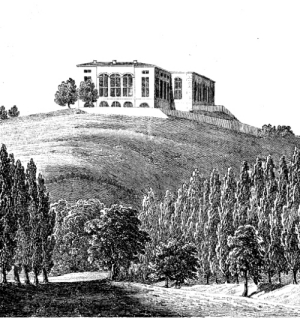
Seebergsternwarte

ゼーベルク天文台またはゴータ天文台（Seeberg-Sternwarte または Sternwarte Gotha）はドイツ、テューリンゲン州ゴータに近い丘にあった天文台である。天文、測地、気象の観測、時刻の管理を行った。1934年に閉鎖された。
1787年にザクセン＝ゴータ＝アルテンブルク公エルネスト2世の資金で、フランツ・フォン・ツァハが建設を計画したのに始まる。イギリスのラドクリフ天文台を参考にして、建物は5つの部分に分けられ、中央にドームが備えられた。18世紀のはじめには天文観測の中心の地位を占め、1798年にはヨーロッパの天文学者のミーティングが行われた。

## ゴータ天文台で働いた天文学者
- フランツ・フォン・ツァハ (Franz Xaver von Zach）所長を務める。
- ベルナルト・フォン・リンデナウ（Bernard von Lindenau）1808年から所長。
- フリードリヒ・ニコライ（Friedrich Nicolai）1814年から副所長。
- ヨハン・フランツ・エンケ（Johann Franz Encke）1822年から所長。
- ペーター・ハンゼン（Peter Andreas Hansen）1825年から所長。